# 蒙哥马利·伯恩斯
查尔斯·蒙哥马利·伯恩斯（Charles Montgomery Burns），通常也叫做伯恩斯先生或“蒙蒂”·伯恩斯，臺灣翻譯為郭董（影射臺灣真實人物），中国大陆称他为“黄扒皮”。是美国动画情景喜剧《辛普森一家》中一位虚构的反派常设角色，先后由克里斯托弗·柯林斯与哈里·希勒配音。高齡的他是斯普林菲爾德最富有和最有權勢的公民，他的口头禅是“Excellent……”（非常好……）。伯恩斯还是共和党成员。

伯恩斯是春田镇核电站的老闆，但核電站經常因為他不計後果和管理鬆散混亂而发生工安等事故，導致員工引發抗議，并由於有毒物質及放射性污染空氣與附近环境，不但腐蝕員工的工作服，還導致老鼠大逃亡，河流中甚至曾出现因為物種突變而成为这个镇子标志的「三眼鱼」（臺灣俗稱秘雕魚）。伯恩斯是霍默·辛普森的老板，通常也是霍默最强硬的对手。

## 性格
与盲阿、莫·希斯拉克等反派不同，伯恩斯是个“平面化”的坏蛋，几乎没有可取之处，他的兄弟姐妹都死於可疑原因。

- 贪婪：作为老板，他压榨员工，比如在剧集“Simpsons Roasting on an Open Fire”中[3]，他取消了所有员工的圣诞节奖金。他还垄断镇子上的电力行业，在剧集“Who Shot Mr. Burns?”[4]中，他用一个设备挡住了太阳，认为这样镇子上的人就会购买更多的电能。
- 无自尊：伯恩斯对比自己有钱的人采取巴结逢迎的态度[5]。
- 冷酷：在任何时刻中，伯恩斯的身边几乎都能看到韦伦·史密瑟斯/史密瑟斯的身影。史密瑟斯是他的副手、顾问、知己与暗慕者，对他既忠诚又谄媚。但是伯恩斯似乎并不领情：在核电站即将融毁的关键时刻，伯恩斯霸占了史密瑟斯的防护服[6]。
- 无自知之明：春田镇没人认为伯恩斯相貌好看（史密瑟斯除外）。伯恩斯却说自己“有钱、英俊”[7]。
- 恃强凌弱：6季25集中，史密瑟斯劝伯恩斯不要和春田镇小学较劲，因为小学不是一个企业。伯恩斯表示和小学较劲就像是从婴儿的嘴里夺取糖果。接着他看到了远处一个拿糖果的婴儿，就要立刻去抢[8]。

有意思的是，伯恩斯的邪恶恰恰成了《辛普森一家》的笑点。 2014年伯恩斯的名字在台灣配音版改為郭董。

## 家庭
- 5季18集中，伯恩斯领养了巴特·辛普森，但是后来断绝关系。
- 第7季11集中，伯恩斯的母亲出场，当时已经122岁。伯恩斯和她关系冷淡。
- 伯恩斯的儿子拉里在第8季第4集作为主角出场。拉里不能适应上流社会的生活，最终被伯恩斯赶走。